# Gottfried Bechtold
Pour les articles homonymes, voir Bechtold.
Gottfried Bechtold (né le 1er août 1947 à Brégence) est un sculpteur autrichien.

## Biographie
Le travail de Bechtold a été considérablement influencé par la famille : son père est tailleur de pierre et son grand-oncle Albert Bechtold, sculpteur.

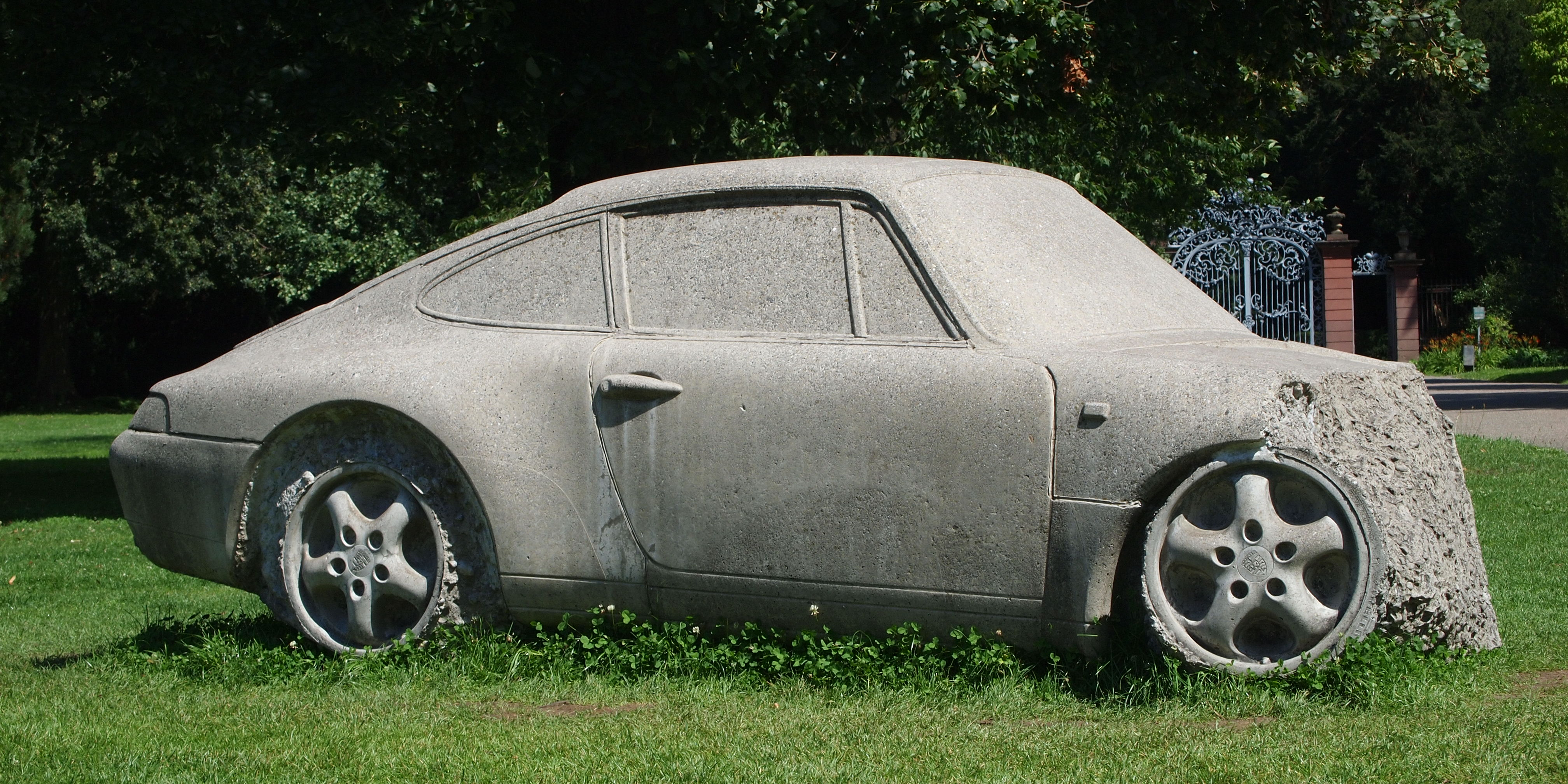
Betonporsche au château de Karlsruhe

Bechtold suit une formation de tailleur de pierre à Hallein. À partir de la sculpture, il travaille avec d’autres supports tels que le cinéma, la vidéo ou la photographie et utilise les dernières possibilités techniques telles que le laser ou les technologies informatiques.
La plus célèbre de ses œuvres des années 1970 et du début des années 1980 est la Betonporsche (1971 et 2001), une reproduction de sa Porsche 911. Lors de documenta 5 à Cassel, il présente 100 Tage Anwesenheit in Kassel. Son œuvre, Album fotografico, 1973, est visible au musée cantonal d'art de Lugano.
Pour l'Austria Center Vienna, en 1986, il crée Interkontinentale Skulptur à partir de monolithes des cinq continents, reliés par un faisceau laser se transformant au cours de la journée.
À l'automne 2016, Bechtold est honoré par une exposition personnelle complète au Lentos Kunstmuseum Linz (de).
Il vit et travaille à Hörbranz, dans le district de Brégence.